# 幽花金龟属
幽花金龟属（学名：Jumnos），金龟科花金龟亚科的一属，分布于东洋界。

## 物种
生物物种名录（Catalogue of Life）收录本属3种：
- Jumnos ferreroiminettiique Antoine, 1991
- Jumnos roylei (Hope, 1839)
- 四斑幽花金龟 Jumnos ruckeri Saunders, 1839